# Al-Asakra
Al-Asakra (in arabo العساكرة‎?) è un villaggio palestinese nel governatorato di Betlemme, nella Cisgiordania centro-meridionale, situato 4,5 chilometri a sud-est di Betlemme. Fa parte del comune di Jannatah. Secondo l'Ufficio centrale di statistica palestinese, a metà del 2006 il villaggio aveva una popolazione di oltre 1.001 abitanti.
Al-Asakra ha una superficie di 2.116 dunam e fa parte del più grande gruppo di villaggi arabi di al-Ta'amira, si trova tra le città di Tuqu' e Za'atara e copre un'area di 217.236 dunam (21 km 2 ). L'agricoltura è la principale attività economica del villaggio, che si trova nell'Area C della Cisgiordania e ricade sotto il controllo dell'amministrazione civile israeliana.